# Suna no tou: Shiri sugita rinjin
Suna no tou: Shiri sugita rinjin (砂の塔～知りすぎた隣人?), nota anche con il titolo internazionale Tower of Sand, è una serie televisiva giapponese del 2016.

## Trama
Aki Takano è felicemente sposata con Kenichi e ha due figli, l'adolescente Kazuki e la piccola Sora. Dopo essersi trasferita in un nuovo ed esclusivo complesso residenziale fa la conoscenza di Yumiko Sasaki, donna all'apparenza cordiale ma che in realtà nasconde alcuni segreti.